# Silke Scheuermann
Silke Scheuermann (ur. 15 czerwca 1973 w Karlsruhe) – niemiecka pisarka i poetka, członkini Niemieckiego Centrum PEN.

## Życiorys i twórczość
Silke Scheuermann urodziła się w Karlsruhe – w północno-zachodniej części kraju związkowego Badenia-Wirtembergia. W latach 1992–1998 studiowała teatrologię i literaturoznawstwo na Uniwersytecie Goethego we Frankfurcie nad Menem. Pracowała w Instytucie Filologii Germańskiej na Uniwersytecie we Frankfurcie. Zadebiutowała w roku 2001 tomikiem poezji „Der Tag an dem die Möwen zweistimmig sangen” („Dzień, w którym mewy śpiewały na dwa głosy”), za który w 2001 zdobyła Leonce-und-Lena-Preis – nagrodę literacką miasta Darmstadt. W 2004 ukazał się jej tomik poezji zatytułowany „Der zärtlichste Punkt im All” („Najbardziej czułe miejsce we wszechświecie”), a w 2007 „Über Nacht ist es Winter” („Zima nadeszła w nocy“). W 2005 miała swój debiut prozatorski, za sprawą wydania przez wydawnictwo Schöffling & Co. zbioru opowiadań „Reiche Mädchen” („Bogate dziewczyny“), za który zebrała wiele pozytywnych recenzji. W 2007 ukazała się jej powieść „Die Stunde zwischen Hund und Wolf” („Godzina między psem i wilkiem“),za którą autorka zdobyła Grimmelshausen-Förderpreis – nagrodę literacką dla artystów i naukowców. W 2009 wydawnictwo Fischer Schatzinsel wydało „Emma James und die Zukunft der Schmetterlinge”, książkę Scheuermann skierowaną do dzieci. W 2011 ukazała się powieść autorki „Shanghai Performance”, która powstawała podczas podróży pisarki do Azji. Poetka otrzymała nagrodę Hölty-Preis w wysokości 20 000 euro za całokształt twórczości lirycznej, a w szczególności za zbiór wierszy z 2014 „Skizze vom Gras”. W roku 2016 otrzymała dwie prestiżowe nagrody: Bertolt-Brecht-Preis i Robert-Gernhardt-Preis.

## Dzieła
- 2001: Der Tag an dem die Möwen zweistimmig sangen (Dzień, w którym mewy śpiewały na dwa głosy) – tomik poezji
- 2004: Der zärtlichste Punkt im All (Najbardziej czułe miejsce we wszechświecie) – tomik poezji
- 2005: Reiche Mädchen (Bogate dziewczyny) – opowiadania
- 2007: Über Nacht ist es Winter (Zima nadeszła w nocy) – tomik poezji
- 2007: Die Stunde zwischen Hund und Wolf (Godzina między psem i wilkiem) – powieść
- 2009: Emma James und die Zukunft der Schmetterlinge – książka dla dzieci
- 2011: Shanghai Performance – powieść
- 2012: Die Häuser der anderen – powieść[12]
- 2013: Der Tag an dem die Möwen zweistimmig sangen (Dzień, w którym mewy śpiewały na dwa głosy) – wiersze 2001-2008
- 2014: Skizze vom Gras – wiersze
- 2015: Und ich fragte den Vogel. Lyrische Momente[13]
- 2016: Wovon wir lebten – powieść[14]

## Nagrody
- 2001 Leonce-und-Lena-Preis der Stadt Darmstadt
- 2003 Literaturstipendium Lana
- 2003 Stipendium Künstlerdorf Schöppingen
- 2004 Stadtschreiberin in Beirut
- 2004 Literaturstipendium Villa Aurora, Los Angeles
- 2004 Stipendium der Kunststiftung Baden-Württemberg
- 2005 Dresdner Stadtschreiberin
- 2005 Förderpreis zum Hermann-Hesse-Preis
- 2006 Studienaufenthalt in der Casa Baldi in Olevano Romano bei Rom
- 2006 Stipendium Künstlerdorf Schreyahn
- 2006 New York-Stipendium Deutscher Literaturfonds
- 2007 Förderpreis zum Grimmelshausen-Preis
- 2009 Stipendium Villa Massimo
- 2009 Förderpreis zum Droste-Preis
- 2012 Stipendium Goethe-Institut Villa Kamogawa, Kyoto
- 2012 Poetikdozentur: junge Autoren der Hochschule RheinMain, WS 2012/13
- 2013/2014 Stipendium des Internationalen Künstlerhauses Villa Concordia in Bamberg
- 2014 Hölty-Preis
- 2014 Stipendium im Rahmen des Hausacher Leselenz
- 2016 Bertolt-Brecht-Literaturpreis
- 2016 Robert-Gernhardt-Preis für das Lyrikprojekt Zweites Buch der Unruhe
- 2017 Georg-Christoph-Lichtenberg-Preis, für ihr literarisches Gesamtwerk unter besonderer Berücksichtigung ihres Romans Wovon wir lebten

## Literatura
Silke Scheuermann w rozmowie z Moniką Wolting: Zweite Schöpfung durch Kunst. Literaturkritik.de, 08.2016